# Колона транспортних засобів
Коло́на тра́нспортних за́собів — організована група з трьох і більше транспортних засобів, що разом рухаються в одному напрямку безпосередньо один за одним з постійно увімкненим ближнім світлом фар.
На кожному транспортному засобі, що рухається в складі колони, встановлюється розпізнавальний знак «колона», передбачений діючими Правилами дорожнього руху, вмикається ближнє світло фар.
Розпізнавальні знаки не встановлюються, якщо колону супроводжують оперативні транспортні засоби з увімкненими проблисковими маячками та/або спеціальними звуковими сигналами.
Транспортні засоби повинні рухатись в колоні лише в один ряд якнайближче до правого краю проїзної частини, за винятком випадків, коли вони супроводжуються оперативними транспортними засобами.
Колона, що рухається без супроводу оперативних транспортних засобів, розділена на групи (не більше 5 авто в кожній). Дистанція між групами повинна забезпечувати можливість [обгону] групи іншими автомобілями. Під час зупинки колони на всіх авто вмикається аварійна [сигналізація].